# Scott Eastwood

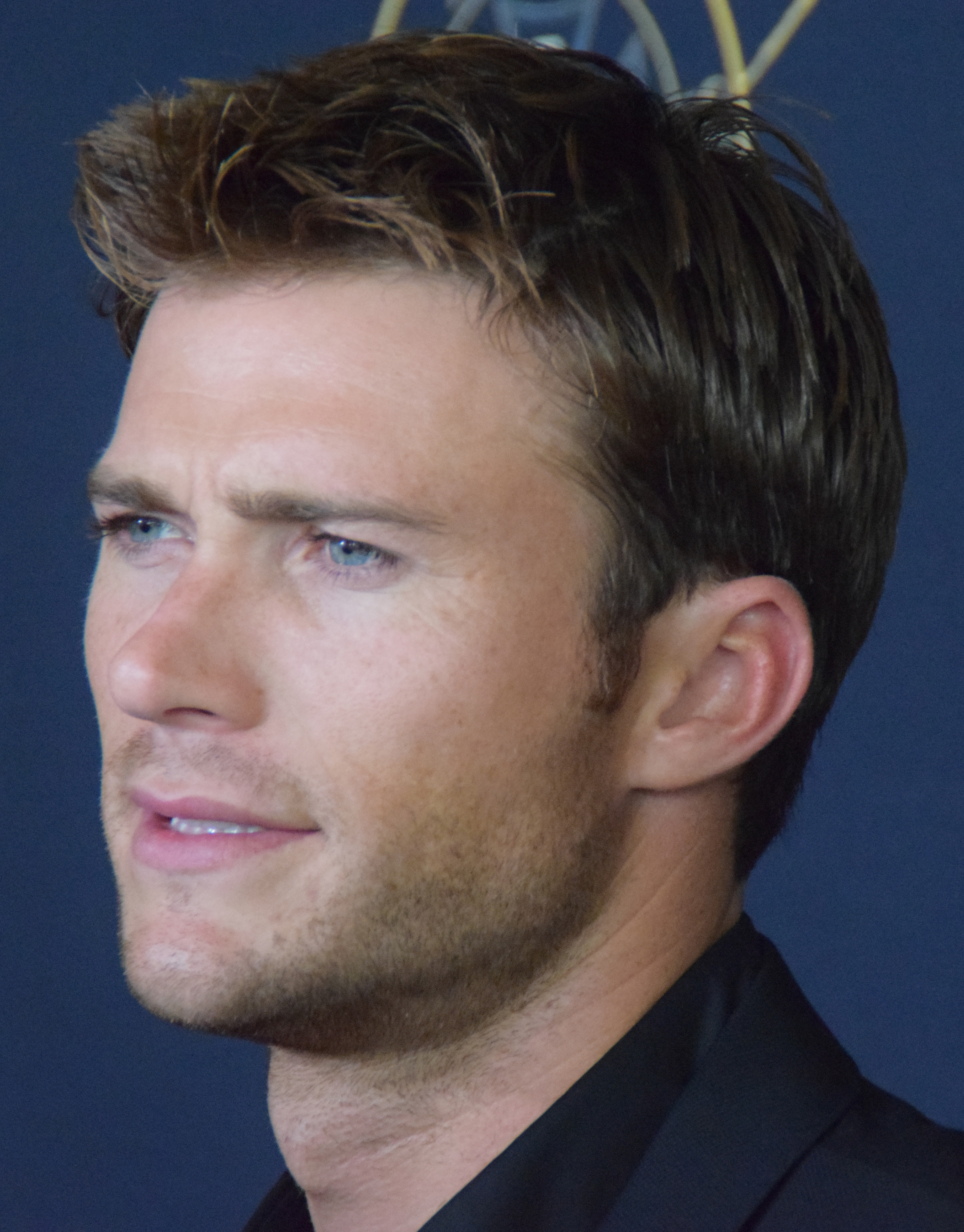
Scott Eastwood in 2015

Scott Eastwood (Monterey (Californië), 21 maart 1986), geboren als Scott Clinton Reeves, is een Amerikaans acteur en filmproducent.

## Biografie
Eastwood werd geboren in Monterey (Californië) als zoon van Clint Eastwood, en heeft een jongere zus en vijf halfbroers en halfzussen. Na het behalen van zijn high school in 2003 studeerde hij in 2008 af in communicatie aan de Loyola Marymount University in Los Angeles. 
Eastwood begon in 2006 met acteren in de film Flags of Our Fathers, waarna hij nog meerdere rollen speelde in films en televisieseries. Zo speelde hij in 2008 samen met zijn vader in de film Gran Torino. In 2015 werd hij tweemaal genomineerd voor een Teen Choice Awards voor zijn rol in de film The Longest Ride.

## Filmografie

### Film
Uitgezonderd korte films.
- 2023 Fast X - als Little Nobody
- 2022 Dangerous - als ‘D’
- 2022 I Want You Back - als Noah
- 2021 Dangerous - als Dylan 'D' Forrester
- 2021 Cash Truck - als Jan
- 2019 The Outpost - als SSG Clint Romesha
- 2018 Pacific Rim Uprising - als Nate Lambert
- 2017 Overdrive - als Andrew Foster
- 2017 The Fate of the Furious - als Little Nobody
- 2017 Walk of Fame - als Drew
- 2016 Snowden - als Trevor James
- 2016 Suicide Squad - als GQ Edwards
- 2016 Mercury Plains - als Mitch
- 2015 Diablo - als Jackson
- 2015 The Longest Ride - als Luke Collins
- 2014 Stranded - als John
- 2014 Fury - als sergeant Miles
- 2014 The Perfect Wave - als Ian McCormack
- 2013 Texas Chainsaw 3D - als Carl
- 2012 Chasing Mavericks - als Gordy
- 2012 Trouble with the Curve - als Billy Clark
- 2012 The Forger - als Ryan Felter
- 2012 Shelter - als Ryan
- 2011 Enter Nowhere - als Tom
- 2011 The Lion of Judah - als Jack (stem)
- 2009 Invictus - als Zuid-Afrikaanse springbok
- 2009 Shannon's Rainbow - als Joey
- 2008 Gran Torino - als Trey
- 2008 Player 5150'' - als Brian
- 2007 Pride - als Jake
- 2007 An American Crime - als Eric
- 2006 Flags of Our Fathers - als Lundsford

### Televisie
Uitgezonderd eenmalige gastrollen.
- 2013 Chicago Fire - als Jim Barnes - 2 afl.

### Filmproducent
- 2021 Dangerous - film
- 2017 Walk of Fame - film
- 2014 Stranded - film
- 2014 The Perfect Wave - film

- Biblioteca Nacional de España: XX5584171
- Gemeinsame Normdatei: 1058846280
- International Standard Name Identifier: 0000 0000 7715 1027
- Library of Congress Control Number: no2010019236
- Nationale Bibliotheek van Tsjechië: xx0200529
- Nederlandse Thesaurus van Auteursnamen: 394475313
- Système universitaire de documentation: 189193107
- Virtual International Authority File: 107388693
- WorldCat: E39PBJrwXGqdFmYFmbtP4h6BT3